# Rutaceae
Famille
Classification APG III (2009)
Les Rutaceae (Rutacées) forment une famille de plantes appartenant à l'ordre des Sapindales. Selon Watson & Dallwitz en 1994, elle comprend 900 espèces réparties en 150 genres. Aujourd'hui la famille est plus grande (160 genres).
Ce sont des arbres, des arbustes ou plus rarement des plantes herbacées des régions tempérées à tropicales, producteurs d'huiles essentielles.
Les agrumes appartiennent à cette famille.
On peut citer :
- le genre Citrus dont les différents croisements ont abouti à l'éventail des fruits comestibles que nous connaissons (orange, citron, pamplemousse, etc.) ;
- le genre Ruta avec par exemple la rue officinale ;
- les genres Flindersia, Chloroxylon qui faisaient partie des Flindersiacées ;
- les genres qui étaient placés dans la famille des Ptaéroxylacées.

## Étymologie et dénominations
Le nom vient du genre type Ruta, du latin rūta , dérivé du grec rutê désignant la même plante, la « rue » et provenant peut-être de rutos, « qui coule », en référence à ses vertus emménagogues, ou du latin rua, « sauver », en raison de ses propriétés médicinales, d'où le nom vernaculaire d'« herbe de grâce »,.

## Classification
La classification phylogénétique APG IV reconnaît cinq sous-familles :
- Cneoroideae Webb dans les zones tropicales, du nord de l'Australie et de la région Méditerranéenne ;
- Amyridoideae Arnott, pantropical, et dans certaines régions tempérées (chaudes) ;
- Rutoideae Eaton depuis les régions tempérées chaudes de l'hémisphère nord jusqu'aux régions tropicales et sud de l'Afrique (absent d'Australie et d'Amérique du Sud) ;
- Aurantioideae Arnott dans les régions méditerranéennes à indo-malaises, la région Pacifique et l'Afrique.

## Caractéristiques générales
Les caractères morphologiques de cette famille sont assez variables. Le plus caractéristique est la présence de glandes à huiles essentielles visibles sur les feuilles sous la forme de points translucides.
Ce sont des arbres ou des arbustes, ou très rarement des plantes herbacées.
Les fruits sont des baies, des drupes, des samares, des capsules ou des follicules.
La plupart des plantes de cette famille sont toxiques, provoquant des troubles dermatologiques. En effet, les Rutacées sont riches en furanocoumarines photosensibilisantes, qui sont responsables de manifestations phototoxiques. Le contact avec une plante de la famille (surtout les agrumes) ou l’un des produits qui en est issu : huile essentielle, produit cosmétique, etc., en présence de soleil, provoque un érythème, souvent suivi par la formation de vésicules qui fusionnent donnant naissance à des bulles. Par la suite, on peut observer une hyperpigmentation de la zone affectée due à la stimulation de la mélanogenèse. Ces réactions passent souvent inaperçues et sont souvent attribuées à d'autres dermatites : allergie, impétigo, infection par des champignons, etc.

### Utilisation
- Fruits comestibles : produits essentiellement par les espèces du genre Citrus (les agrumes), mais aussi Fortunella.
- Huiles essentielles, utilisées en parfumerie (genre Ruta, Toddalia...)
- Cosmétique (thanaka) : Limonia acidissima & quelques Murraya.
- Plantes médicinales : Ruta, Zanthoxylum, Citrus, Dictamnus (Fraxinelle)...
- Plantes ornementales : Phellodendron, Poncirus, Citrus, Severinia, oranger du Mexique.

#### Pharmacopée
L’hyperpigmentation provoquée par l’application de certaines Rutacées et Apiaceae riches en furanocoumarines a été mise à profit par les Égyptiens, la médecine ayurvédique et Dioscoride pour traiter le psoriasis, le vitiligo et d’autres affections dermatologiques. La médecine contemporaine a repris ces pratiques anciennes pour traiter les mêmes affections. Cette photochimiothérapie (PUVAthérapie) consiste en l’ingestion par le patient d’une dose voisine de 0,6 mg/kg de xanthotoxine suivie d'une exposition contrôlée aux rayons UV longs (320-380 nm) . Cette pratique n’est pas sans risque et peut être la cause de cancérogenèse, si l’on considère la photosensibilisation de ces furanocoumarines en cas d’exposition solaire . La présence de ces furanocoumarines dans l’huile essentielle de Citrus aurantium L. ssp. bergamia Engler, a poussé l’Union européenne, en juin 1995, à interdire la commercialisation des préparations destinées à accélérer le bronzage (en) et dont la teneur en bergaptène dépassait 0,2 %.

### Aire de répartition
Les Rutacées sont généralement originaires des régions tropicales et subtropicales, toutefois certains genres poussent dans les régions tempérées (Ruta).

## Liste des genres
Selon Angiosperm Phylogeny Website (18 octobre 2017) :
code sous-famille : AM = Amyridoideae, AUR = Aurantioideae, C = Cneoroideae, R = Rutoideae
- Achuaria Gereau (anc. Raputia Aublet) - AM
- Acmadenia Bartling & H. L. Wendlbo - AM
- Acradenia Kippist - AM
- Acronychia J. R. Forster & G. Forster - AM
- Adenandra Willdenow - AM
- Adiscanthus Ducke - AM
- Aegle Corrêa - AM
- Aeglopsis Swingle - AM
- Afraegle (Swingle) Engler - AM
- Afraurantium A. Chevalier - AM
- Agathosma Willdenow - AM
- Almeidea A. St.-Hilaire (anc. Conchocarpus J. K. Mikan) - AM
- Amyris P. Browne - AM
- Andreadoxa Kallunki - AM
- Angostura Roemer & Schultes - AM
- Apocaulon R. S. Cowan - AM
- Araliopsis Engler - AM
- Asterolasia F. Mueller - AM
- Astrophyllum Torrey & A. Gray (anc. Choisya Kunth) - AM
- Atalantia Corrêa - AM
- Balfourodendron Oliver - AM
- Balsamocitrus Stapf - AM
- Barosma Willdenow (anc. Agathosma Willdenow) - AM
- Bauerella Borzi (anc. Acronychia J. R. Forster & G. Forster) - AM
- Bergera L. - AUR - AM
- Boenninghausenia Reichenbach - R
- Boninia Planchon (anc. Melicope J. R. Forster & G. Forster) - AM
- Bonplandia Willdenow (anc. Angostura Roemer & Schultes) - AM
- Boronella Baillon (anc. Boronia Smith) - AM
- Boronia Smith - AM
- Bosistoa Bentham - AM
- Bottegoa Chiov. - C
- Bouchardatia Baillon - AM
- Bouzetia Montrouz. - AM
- Brombya F. Mueller - AM
- Burkillanthus Swingle - AM
- Calodendrum Thunberg - AM
- Casimiroa La Llave - AM
- Cedrelopsis Baillon - C
- Chalcas L. (anc. Murraya L.) - AM
- Chloroxylon Candolle - R
- Choisya Kunth - AM
- Chorilaena Endlicher - AM
- Citropsis (Engler) Swingle & M. Kellerm. - AM
- Citrus L. - AUR - AM
- Clausena Burmann f. - AM
- Clausenopsis (Engler) Engler (anc. Fagaropsis Siebenlist) - AM
- Clymenia Swingle (anc. Citrus L.) - AM
- Cneoridium J. D. Hooker - R
- Cneorum L. - C
- Coatesia F. Mueller - AM
- Coleonema Bartling & H. L. Wendlbo - AM
- Comoroa Oliver (anc. Vepris A. Jussieu) - AM
- Comptonella Baker f. (anc. Melicope J. R. Forster & G. Forster) - AM
- Conchocarpus J. K. Mikan - AM
- Coombea P. van Royen - AM
- Correa Andrews - AM
- Crossosperma T. G. Hartley - AM
- Crowea Smith - AM
- Cusparia Humboldt (anc. Angostura Roemer & Schultes) - AM
- Cyanothamnus Lindley (anc. Boronia Smith) - AM
- Decagonocarpus Engler - AM
- Decatropis J. D. Hooker - AM
- Decazyx Pittier & S. F. Blake - AM
- Dendrosma Pancher & Sebert - AM
- Desmotes Kallunki - AM
- Dictamnus L. - AM
- Dictyoloma A. Jussieu - C
- Dinosperma T. G. Hartley - AM
- Diomma Harms (anc. Spathelia L.) - C
- Diosma L. - AM
- Diphasia Pierre (anc. Vepris A. Jussieu) - AM
- Diphasiopsis Mendonça (anc. Vepris A. Jussieu) - AM
- Diplolaena R. Brown - AM
- Drummondita Harvey - AM
- Dutaillopsis T. G. Hartley - AM
- Dutaillyea Baillon (anc. Melicope J. R. Forster & G. Forster) - AM
- Echinocitrus Tanaka (anc. Triphasia Loureiro) - AM
- Empleuridium Sonder & Harvey - AM
- Empleurum Aiton - AM
- Eremocitrus Swingle (anc. Citrus L.) - AM
- Eriostemon Smith - AM
- Ertela Adanson - AM
- Erythrochiton Nees & Martius - AM
- Esenbeckia Kunth - AM
- Euchaetis Bartling & H. L. Wendlbo - AM
- Euodia J. R. Forster & G. Forster - AM
- Euxylophora Huber - AM
- Evodia Lamarck (anc. Euodia J. R. Forster & G. Forster) - AM
- Evodiella Linden (anc. Melicope J. R. Forster & G. Forster) - AM
- Fagara L. (anc. Zanthoxylum L.) - AM
- Fagaropsis Siebenlist - AM
- Feronia Corrêa (anc. Limonia L.) - AM
- Feroniella Swingle (anc. Citrus L.) - AM
- Flindersia R. Brown - AM
- Fortunella Swingle (anc. Citrus L.) - AM
- Galipea Aublet - AM
- Geijera Schott - AM
- Geleznowia Turczanowicz - AM
- Glycosmis Corrêa - AM
- Halfordia F. Mueller - AM
- Haplophyllum A. Jussieu - R
- Harrisonia A. Jussieu - C
- Helietta Tulasne - AM
- Hesperethusa M. Roem. (anc. Naringi Adanson) - AM
- Hortia Vand. - AM
- Humblotiodendron Engler (anc. Vepris A. Jussieu) - AM
- Ivodea Capuron - AM
- Kodalyodendron Borhidi & Acuña (anc. Amyris P. Browne) - AM
- Leionema Rudge - AM
- Leptothyrsa J. D. Hooker - AM
- Limnocitrus Swingle - AM
- Limonia L. - AM
- Lubaria Pittier - AM
- Luerssenidendron Domin (anc. Acradenia Kippist) - AM
- Lunasia Blanco - AM
- Luvunga Wight & Arnott - AM
- Maclurodendron T. G. Hartley (anc. Acronychia J. R. Forster & G. Forster) - AM
- Macrostylis Bartling & H. L. Wendlbo - AM
- Medicosma J. D. Hooker - AM
- Megastigma J. D. Hooker - AM
- Melicope J. R. Forster & G. Forster - AM
- Merope M. Roemer - AM
- Merrillia Swingle - AM
- Metrodorea A. St.-Hilaire - AM
- Microcitrus Swingle (anc. Citrus L.) - AM
- Microcybe Turczanowicz - AM
- Micromelum Blume - AM
- Monanthocitrus Tanaka - AM
- Moniera Loefling (anc. Ertela Adanson) - AM
- Monnieria Loefling (anc. Ertela Adanson) - AM
- Muiriantha C. A. Gardner - AM
- Murraya L. - AM
- Myllanthus R. S. Cowan (anc. Raputia Aublet) - AM
- Myrtopsis Engler - AM
- Naringi Adanson - AM
- Naudinia Planchon & Linden - AM
- Nematolepis Turczanowicz - AM
- Neobyrnesia J. A. Armstrong - AM
- Neochamaelea (Engler) Erdtman (anc. Cneorum L.) - C
- Neoschmidea T. G. Hartley - AM
- Neoraputia Kallunki - AM
- Nycticalanthus Ducke - AM
- Oricia Pierre (anc. Vepris A. Jussieu) - AM
- Oriciopsis Engler (anc. Vepris A. Jussieu) - AM
- Orixa Thunberg - AM
- Oxanthera Montrouzer (anc. Citrus L.) - AM
- Pachystigma Hooker (anc. Peltostigma Walpers) - AM
- Pagetia F. Mueller (anc. Bosistoa Bentham) - AM
- Pamburus Swingle - AM
- Paramignya Wight - AM
- Pelea A. Gray (anc. Melicope J. R. Forster & G. Forster) - AM
- Peltostigma Walpers - AM
- Pentaceras J. D. Hooker - AM
- Perryodendron T. G. Hartley - AM
- Phebalium Ventenat - AM
- Phellodendron Ruprecht - AM
- Philotheca Rudge - AM
- Phyllosma Bolus - AM
- Picrella Baillon (anc. Melicope J. R. Forster & G. Forster) - AM
- Pilocarpus Vahl - AM
- Pitavia Molina - AM
- Pitaviaster T. G. Hartley (anc. Euodia J. R. Forster & G. Forster) - AM
- Platydesma H. Mann (anc. Melicope J. R. Forster & G. Forster) - AM
- Pleiococca F. Mueller (anc. Acronychia J. R. Forster & G. Forster) - AM
- Pleiospermium (Engler) Swingle - AM
- Plethadenia Urban - AM
- Pleurandropsis Baillon (anc. Asterolasia F. Mueller) - AM
- Pleurocitrus Tanaka (anc. Citrus L.) - AM
- Polyaster J. D. Hooker - AM
- Pomphidea Miers (anc. Ravenia Vellozo) - AM
- Poncirus Rafinesque (anc. Citrus L.) - AM
- Pseudiosma Candolle - AM
- Psilopeganum Forbes & Hemsley - R
- Ptaeroxylon Ecklund & Zeyerh. - C
- Ptelea L. - AM
- Rabelaisia Planchon (anc. Lunasia Blanco) - AM
- Raputia Aublet - AM
- Raputiarana Emmerich - AM
- Rauia Nees & Martius - AM
- Raulinoa R. S. Cowan - AM
- Ravenia Vellozo - AM
- Raveniopsis Gleason - AM
- Rhadinothamnus Paul G. Wilson - AM
- Ruta L. - R
- Rutaneblina Steyermark & Luteyn - AM
- Rutosma A.Gray (anc. Thamnosma Torrey & Frem.) - AM
- Sarcomelicope Engler (anc. Melicope J. R. Forster & G. Forster) - AM
- Sargentia S. Watson (anc. Casimiroa La Llave) - AM
- Severinia Tenore ? (anc. Atalantia Corrêa) - AM
- Sheilanthera I. Williams - AM
- Sigmatanthus Emmerich - AM
- Skimmia Thunberg - AM
- Sohnreyia Krause (anc. Spathelia L.) - C
- Spathelia L. - C
- Spiranthera A. St.-Hilaire - AM
- Stauranthus Liebm. - AM
- Swinglea Merrill - AM
- Taravalia Greene (anc. Ptelea L.) - AM
- Teclea Delile (anc. Vepris A. Jussieu) - AM
- Tecleopsis Hoyle & Leakey (anc. Vepris A. Jussieu) - AM
- Terminthodia Ridley (anc. Tetractomia J. D. Hooker) - AM
- Tetractomia J. D. Hooker - AM
- Tetradium Loureiro - AM
- Thamnosma Freémont - R
- Thoreldora Pierre (anc. Glycosmis Corrêa) - AM
- Ticorea Aublet - AM
- Toddalia Jussieu - AM
- Toddaliopsis Engler (anc. Vepris A. Jussieu) - AM
- Toxosiphon Baillon - AM
- Tractocopevodia Raizada & V. Narayan (anc. Melicope J. R. Forster & G. Forster) - AM
- Triphasia Loureiro - AM
- Urocarpus Harvey - AM
- Vepris A. Jussieu - AM
- Wenzelia Merrill - AM
- Xanthoxylon/Xanthoxylum L. (anc. Zanthoxylum L.) - AM
- Zanthoxylon L. (anc. Zanthoxylum L.) - AM
- Zieria Smith (anc. Boronia Smith) - AM
- Zieridium Baillon (anc. Melicope J. R. Forster & G. Forster) - AM

Selon NCBI (22 juin 2010) :
- Acmadenia
- Acronychia
- Adenandra
- Adiscanthus
- Aegle
- Aeglopsis
- Afraegle
- Agathosma
- Angostura
- Asterolasia
- Atalantia
- Balfourodendron
- Balsamocitrus
- Bergera
- Boenninghausenia
- Boronia
- Bosistoa
- Burkillanthus
- Calodendrum
- Casimiroa
- Chloroxylon
- Choisya
- Chorilaena
- Citropsis
- Citrus
- Citrus × Poncirus
- Clausena
- Clymenia
- Cneoridium
- Cneorum
- Coleonema
- Conchocarpus
- Correa
- Crowea
- Dictamnus
- Dictyoloma
- Dinosperma
- Diosma
- Diplolaena
- Drummondita
- Empleurum
- Eremocitrus
- Eriostemon
- Esenbeckia
- Euchaetis
- Euodia
- Fagaropsis
- Feroniella
- Flindersia
- Fortunella
- Galipea
- Glycosmis
- Halfordia
- Haplophyllum
- Helietta
- Hesperethusa
- Hortia
- Leionema
- Limonia
- Lunasia
- Luvunga
- Macrostylis
- Medicosma
- Melicope
- Merope
- Merrillia
- Metrodorea
- Microcitrus
- Microcybe
- Micromelum
- Monanthocitrus
- Muiriantha
- Murraya
- Naringi
- Nematolepis
- Neobyrnesia
- Neochamaelea
- Orixa
- Oxanthera
- Pamburus
- Paramignya
- Phebalium
- Phellodendron
- Philotheca
- Phyllosma
- Pilocarpus
- Pitaviaster
- Platydesma
- Pleiospermium
- Psilopeganum
- Ptaeroxylon
- Ptelea
- Ravenia
- Rhadinothamnus
- Ruta
- Sarcomelicope
- Severinia
- Sheilanthera
- Sigmatanthus
- Skimmia
- Spathelia
- Swinglea
- Teclea
- Tetradium
- Thamnosma
- Toddalia
- Triphasia
- Vepris
- Wenzelia
- ×Citrofortunella
- Zanthoxylum
- Zieria

Selon DELTA Angio (22 juin 2010) :
- Acmadenia
- Acradenia
- Acronychia
- Adenandra
- Adiscanthus
- Aegle
- Aeglopsis
- Afraegle
- Agathosma
- Almeidea
- Amyris
- Angostura
- Apocaulon
- Araliopsis
- Asterolasia
- Atalantia
- Balfourodendron
- Balsomocitrus
- Bergera
- Boenninghausenia
- Boninia
- Boronia
- Bosistoa
- Bouchardatia
- Bouzetia
- Brombya
- Burkillanthus
- Calodendrum
- Casimiroa
- Choisya
- Chorilaena
- Citropsis
- Citrus
- Clausena
- Clymenia
- Cneoridium
- Coleonema
- Comptonella
- Correa
- Crowea
- Cusparia
- Decagonocarpus
- Decatropis
- Decazyx
- Dictamnus
- Dictyoloma
- Diosma
- Diphasia
- Diphasiopsis
- Diplolaena
- Drummondita
- Dutaillyea
- Empleurum
- Eremocitrus
- Eriostemon
- Erythrochiton
- Esenbeckia
- Euchaetis
- Euodia
- Euxylophora
- Evodiella
- Fagaria
- Fagaropsis
- Feronia
- Feroniella
- Fortunella
- Galipea
- Geijera
- Geleznowia
- Glycosmis
- Halfordia
- Haplophyllum
- Helietta
- Hortia
- Ivodea
- Kodalyodendron
- Leptothyrsa
- Limnocitrus
- Limonia
- Lubaria
- Lunasia
- Luvunga
- Maclurodendron
- Macrostylis
- Medicosma
- Megastigma
- Melicope
- Merope
- Merrillia
- Metrodorea
- Microcitrus
- Microcybe
- Micromelum
- Monanthocitrus
- Monnieria
- Muiriantha
- Murraya
- Myrtopsis
- Naringi
- Naudinia
- Nematolepis
- Neobyrnesia
- Neoraputia
- Nycticalanthus
- Oricia
- Oriciopsis
- Orixa
- Oxanthera
- Pamburus
- Paramignya
- Peltostigma
- Pentaceras
- Phebalium
- Phellodendron
- Philotheca
- Phyllosma
- Pilocarpus
- Pitavia
- Platydesma
- Pleiospermium
- Plethadenia
- Polyaster
- Poncirus
- Pseudiosma
- Psilopeganum
- Ptelea
- Raputia
- Raputiarana
- Rauia
- Raulinosa
- Ravenia
- Raveniopsis
- Rhadinothamnus
- Ruta
- Rutaneblina
- Sarcomelicope
- Sargentia
- Severinia
- Sheilanthera
- Sigmatanthus
- Skimmia
- Spathelia
- Spiranthera
- Stauranthus
- Swinglea
- Teclea
- Tetractomia
- Tetradium
- Thamnosma
- Ticorea
- Toddalia
- Toddaliopsis
- Tractocopevodia
- Triphasia
- Vepris
- Wenzelia
- Zanthoxylum
- Zieria
- Zieridium

Selon ITIS (22 juin 2010) :
- Acronychia J.R. & G. Forst.
- Aegle Corr. Serr.
- Agathosma Willd.
- Amyris P. Br.
- Boronia Smith
- Casimiroa Llave & Lex.
- Choisya Kunth
- ×Citrofortunella J. Ingram & H. Moore
- ×Citroncirus J. Ingram & H. Moore
- Citrus L.
- Clausena Burman f.
- Cneoridium Hook. f.
- Cusparia Humb. ex R. Br.
- Dictamnus L.
- Eremocitrus Swingle
- Esenbeckia
- Esenbeckia Kunth
- Flindersia R. Br.
- Fortunella Swingle
- Galipea Aublet
- Glycosmis Correa
- Helietta Tul.
- Limonia L.
- Melicope (J.R. & G. Forst.) T.G. Hartley & B.C. Stone
- Microcitrus Swingle
- Murraya Koenig ex L.
- Pelea
- Phellodendron Rupr.
- Pilocarpus Vahl
- Platydesma Mann
- Poncirus Raf.
- Ptelea L.
- Ravenia Vell.
- Ruta L.
- Severinia Ten. ex Endl.
- Thamnosma Torr. & Frém.
- Triphasia Lour.
- Zanthoxylum L.